# Fedrizzi (famiglia)

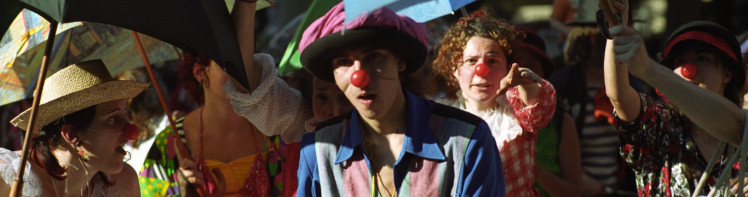
Gruppo di artisti di strada in parata in costume da pagliaccio

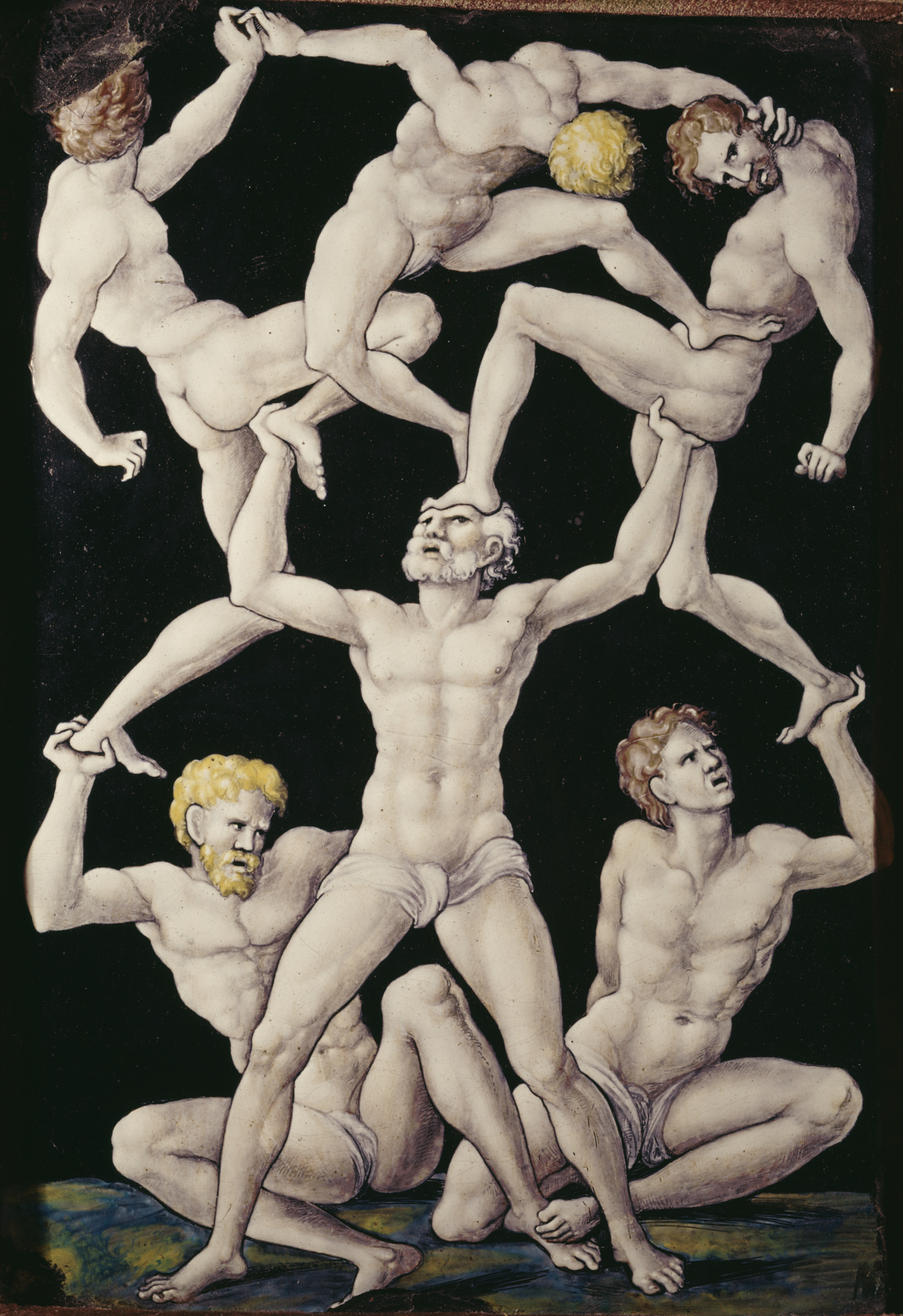
Pierre Pénicaud, Placca con gli acrobati, circa 1550, Walters Art Museum (Baltimora)

Fedrizzi è una famiglia francese di origine italiana di tradizione circense, che diede origine a varie generazioni di artisti che calcarono con successo le scene europee fin dall'inizio del Novecento, imparentata con gli Zerbini e i Kerwich.
Nel 1930 ottenne molto successo la troupe di piramidisti a cavallo composta da Davide, Giuseppe, Carlo e Bonette.
Pur presentando il loro spettacolo sotto un modesto chapiteau a due antenne, il loro circo godette di una salda reputazione per tutto il Novecento.
Nel 1945 si distinsero il saltatore e clown Edmondo detto Piccolo, e la figlia, la clownessa Pagnotta, per il perfetto senso dell'umorismo.
Il circo della famiglia Fedrizzi effettuò lunghe tournée soprattutto nel sud della Francia, mettendo in evidenza, oltre al già citato Edmondo, il comico brillante Carlo, il clown Bombole, un augusto tipicamente locale, che si caratterizzò per un piacevole e riuscito senso della farsa.